# Euler Hermes
Allianz Trade (Euronext: ELE) (anteriormente Euler Hermes SFAC) es una compañía francesa de seguros de crédito propiedad del grupo Allianz. Número 1 mundial en seguros de crédito (con el 34% del mercado en 2014) y líder en recuperación comercial, su misión es ayudar al desarrollo comercial de las empresas asegurándolas contra el riesgo de insolvencia de sus clientes, sea cual sea su tamaño, sector de actividad o país de origen.
Con más de 5.800 empleados en más de 50 países, Euler Hermes ofrece una gama completa de servicios para la gestión de cuentas por cobrar comerciales y registró ventas consolidadas de 2.700 millones de euros en 2018. El grupo Euler Hermes está calificado AA por las agencias de calificación Standard & Poor's.